# Ctenus peregrinus
Ctenus peregrinus là một loài nhện trong họ Ctenidae.
Loài này thuộc chi Ctenus. Ctenus peregrinus được Frederick Octavius Pickard-Cambridge miêu tả năm 1900.